# El brunswicker negro
El Brunswicker negro es una pintura de John Everett Millais de 1860. Se inspiró en parte en las hazañas de los  Brunswickers negros, un cuerpo de voluntarios alemanes de las guerras napoleónicas, durante la campaña de los Cien Días, y en parte en el contraste entre el paño negro del uniforme y el satén blanco perla del vestido en un momento de tierno conflicto, simbolizando la guerra y la paz.

## Tema
La pintura representa a un brunswicker a punto de partir para la batalla. Su novia, que lleva un vestido de noche, lo retiene, tratando de cerrar la puerta, mientras él la abre. Esto sugiere que la escena está inspirada en el baile de la duquesa de Richmond el 15 de junio de 1815, desde donde partieron los oficiales para unirse a las tropas en la batalla de Quatre Bras. El perro de la joven, que lleva una cinta roja como su dueña, mira atentamente sentado a dos patas.
En una carta a su esposa, Effie Gray, Millais describió su inspiración para el trabajo, refiriéndose a una conversación con William Howard Russell, el corresponsal de guerra de The Times:

Mi tema también me parece muy afortunado, y Russell lo considera de primera clase. Está relacionado con la caballería de Brunswick en Waterloo... Fueron casi aniquilados pero realizaron prodigios de valor... Lo tengo todo en mi mente y confío en que será un éxito prodigioso. El atuendo y el incidente son tan poderosos que me sorprende que nunca antes se haya tocado. Russell quedó bastante impactado con ello, y es el mejor hombre para conocer el gusto del público. Nada podría ser más amable que su interés, y él debe comenzar a obtener toda la información que se requiere.

La misma carta afirma que pretende que sea "un complemento perfecto para El hugonote", el primer gran éxito de Millais, que retrata una escena similar en la que dos enamorados se miran con nostalgia, mientras ella trata de evitar que él se ponga en peligro. Originalmente, Millais pretendía que las dos pinturas fueran aún más similares de lo que son al repetir el motivo del brazalete utilizado en la pintura anterior. Quería que el soldado llevara un brazalete de luto de crepé negro, con "la novia del joven soldado cosiéndola al brazo". La idea del brazalete se abandonó rápidamente ya que no aparece en ningún dibujo preparatorio existente.
Millais redujo la presencia de Napoleón a un grabado que reproduce el cuadro Napoleón cruzando los Alpes de Jacques-Louis David, enmarcado en la pared tapizada de damasco, y que "causó perplejidad a los críticos con las posibles complejidades de los propósitos cruzados y los celos rivales", según el crítico del Blackwood's Edinburgh Magazine. Esto se refiere al hecho de que algunos críticos tomaron la impresión como dando a entender que el personaje femenino era una admiradora de Napoleón, por lo que estaba tratando de evitar que su amado se uniera al ejército por razones tanto personales como políticas. Como supuso el crítico de The Times, "su desgana se debe en parte a una admiración romántica por este gran 'conquistador' [ sic ]" Otros críticos sugieren que la impresión tenía la intención de aludir tanto a la campaña de Waterloo como a eventos más recientes, particularmente la repetición de Napoleón III del cruce de los Alpes de su predecesor por su ataque a Lombardía controlada por Austria en 1859.

## Creación y recepción
La obra tardó aproximadamente tres meses en pintarse. Se informa que Millais prestó especial atención a la correcta descripción del uniforme de Brunswicker (sin embargo, su corte de pelo y pequeño bigote, así como el peinado, joyas y vestido de la dama corresponden más a la moda de 1830 que al estilo imperio en boga en 1815). Kate Perugini, hija de Charles Dickens, fue utilizada como modelo para la mujer. El modelo masculino era un soldado anónimo que murió poco después en campaña. Los dos modelos nunca se conocieron. El hijo de Millais informa que ambos posaron con accesorios de madera. Él "abrazó una figura laica contra su pecho, mientras la bella dama se apoyaba en el pecho de un hombre de madera".
También se compró por el precio más alto que Millais jamás había recibido del marchante y editor Ernest Gambart: 100 guineas (£ 105). Se lo vendió al conocido coleccionista prerrafaelita Thomas Plint . Posteriormente, en 1898, William Hesketh Lever compró la obra para su colección privada.
La pintura siguió a un período de relativa falta de éxito para Millais, y su similitud con Un hugonote se interpreta ampliamente como un intento de repetir su éxito anterior. Fue grabado en media tinta por T. L. Atkinson en 1864. Millais también pintó dos copias en acuarela de la composición.